# Ostatnia Wieczerza (obraz El Greca)
Ostatnia Wieczerza – obraz autorstwa hiszpańskiego malarza pochodzenia greckiego Dominikosa Theotokopulosa, znanego jako El Greco.
Opis Ostatniej Wieczerzy znajduje się we wszystkich czterech Ewangeliach. To podczas niej uczniowie dowiadują się, iż Syn Boży zostanie zdradzony przez jednego z nich. Motyw Ostatniej Wieczerzy jest jednym z najczęściej przedstawianych w sztuce sakralnej. Przeważnie ukazywano dwunastu apostołów siedzących za stołem przodem do widza. Układ postaci bywał różny, lecz El Greco zdecydował się na innowacyjne rozwiązanie kompozycyjne.
W komnacie o dwojgu drzwiach, po obu stronach kwadratowego stołu siedzą apostołowie. W centralnej części dominującą postacią tworzącą wierzchołek trójkąta jest Jezus. Uczniowie wydają się poruszeni usłyszaną nowiną o zdradzie. Szaty prawie wszystkich uczniów utrzymane są w podobnej szkarłatnoczerwonej tonacji, jedynie Judasz siedzący tyłem do widza odziany jest na czarno. El Greco bardzo wyraziście zaakcentował jego postać skupiając na nim ciężar winy zdrady oraz czyniąc go głównym bohaterem przedstawionej sceny. Prostokątne drzwi i kwadratowe kafelki posadzki zwiększają perspektywę, potęgując iluzję głębi obrazu.